# Patricia Frayssinet
Patricia Gilberte Frayssinet Gaviria (Lima, 21 de julio de 1956) es una primera actriz, locutora, profesora de actuación y directora de teatro peruana de ascendencia francesa. Es más conocida por el rol estelar de Doña Martha Campos en la serie televisiva Así es la vida.

## Biografía
En 2000, actúa en las series Vidas prestadas y Estrellita del Sur.
En 2007, actúa en la obra teatral Nosotras que nos queremos tanto.
De 2005 a 2006, participa en la serie televisiva Así es la vida como Doña Martha Campos, la mamá de Wendy Polar (Vanessa Jerí). Regresa a la serie como invitada especial a finales de la quinta temporada en 2008.
En 2010, participa en el evento "Noche de teatro" organizado por AFP Integra, donde Frayssinet labora como directora de las obras teatrales presentadas.
Después, actúa en varias series y telenovelas como: La gran sangre, Cielo divido, La Faraona, Conversando con la Luna, Acusados y Guerreros de arena.
De 2016 a 2017, aparece en la serie VBQ: Todo Por La Fama, en donde interpreta a Susana Rojas, la mamá de Nicole Solessi (Emilia Drago).
En 2017, participa como Angélica Romero en la telenovela Colorina, posteriormente repite su rol en la secuela Madre por siempre, Colorina.
De 2018 a 2019, labora recurrentemente en la aclamada serie de ficción histórica El último Bastión.
De 2021 a 2022, actúa en la serie televisiva Junta de vecinos, interpretando a Cayetana, la madre de Alonso Martínez (Claudio Calmet).

## Vida personal
Patricia tiene tres hijos, fruto de su matrimonio con el fallecido actor Carlos Cano: Alonso Cano, Carolina Cano y Rodrigo Cano, también actores. Es hermana de Yvonne Frayssinet, cuñada de Marcelo Oxenford, y tía de Lucía Oxenford. Actualmente, después de la muerte de su esposo, es pareja de Nicolás Yerovi, periodista y dramaturgo peruano.

## Docente
Junto a su hermana Yvonne Frayssinet, funda el "Teatro Estudio Yvonne Frayssinet", en el tennis club de Barranco, en donde dicta talleres de actuación.

## Filmografía

### Cine
- Dioses (2008) como Mamá Carla.
- Lima, 2011 (Cortometraje) (2011).
- La hora azul (2014).
- Pandemonium (Cortometraje) (2015).
- Rapto (2019) como Señora de la Casa Antigua.

### Televisión

#### Series y telenovelas
- Bolivar (1983).
- La casa de enfrente (1985).
- Bajo tu piel (1986).
- Tribus de la calle (1996).
- Vidas prestadas (2000) como Graciela Quiroga.
- Estrellita del Sur (2000) como Digna Villegas.
- Éxtasis (2001).
- Todo sobre Camila (2003) como Patricia Fraysinett.
- Así es la vida (2005; 2006; 2008) como Doña Martha Campos de Polar "Mamá de Wendy".
- La Gran Sangre 1: El Reencuentro (Contra el Conde)(2006).
- La Gran Sangre 2: Contra Las Diosas Malditas (2006).
- Cielo dividido (2012) como Mamá de Erika.
- La faraona (2012) como Doña Luz.
- Conversando con la Luna (2012) como Varios Roles.
- Guerreros de arena (2013) como Elena de Paéz.
- Acusados (2015) como Nora.
- VBQ: Todo Por La fama (2016–2017) como Susana Inés Rojas Calderón Vda. de Solessi.
- Colorina (2017) como Angélica Romero de Goyenechea.
- Madre por siempre, Colorina (2017–2018) como Angélica Romero de Goyenechea.
- El ultimo Bastión (2018–2019) como Monja.
- Junta de vecinos (2021–2022) como Cayetana Vda. de Martínez.

#### Programas
- Reyes del show (2013) como Ella misma (Invitada).
- PBO Noticias (2021) como Ella misma (Invitada).
- Embajadores ENSAD (2021) como Ella misma (Invitada).

### Spots publicitarios
- Molitalia (2022) como Imagen comercial.

## Teatro

### Como Actriz
- Nosotros que nos queremos tanto (2005) como Beatriz.
- Nosotras que nos queremos tanto 2 (2007) como Beatriz.
- Dos mujeres y un canalla (2008).
- Si mi mundo fuera así (2010).
- En el cielo no hay petróleo (2012).
- Lola (2021).

### Como Directora
- El dolor de muelas (2009).
- Farsa del hombre y el queso (2009).
- TicTac.
- El rescate (2010).
- Micier Patelin (2011).
- La farsa de Micier Patelin (2011).
- Los sordos (2011).
- Farsa y justicia del corregidor (2011).
- Médico a palos (2011).
- En el cielo no hay petróleo (2012).
- Un cierto tictac (2012).
- Domingo siete (2012).
- No tengo carácter (2012).
- Las viudas (2012).
- Mancebo que se caso con mujer brava (2012).
- ¿Y dónde está Papa Noel? (2013).
- Mi linda bruja (2013).
- Se vende una mula (2013).
- Anacleto, el avaro (2013).
- Don Dimas de la tijera (2014).
- Los sordos (Reposición) (2014).
- La gran noticia (2014).
- Blanca Nieves y los siete enanitos (2014).
- Nadie puede saberlo (2014).
- La pesadilla de Lita (2015).
- Los sordos (Reposición) (2015).
- La gran noticia (Reposición) (2015).
- Titina (2015).
- Las aceitunas (2015).
- La Cenicienta (2015).
- La pesadilla de Lita (Reposición) (2016).
- La Cenicienta (Reposición) (2016).
- La novia (2016).
- Veraneando en Zapallar (2016).
- La Pensión (2017).
- La consulta de Don Melquiades (2019).
- Dr. Cabrera lo cabrean (2019).
- Me piden por Zoom (2020).
- Los sordos por Zoom (2020).
- Monólogos cortos (2020).

## Eventos
- Noche de talentos (2010).[4]
- Noche de teatro (2010).
- Día Mundial del teatro (2015).